# Rodeo (Lucky Luke)
Rodeo is het tweede album uit de stripreeks Lucky Luke. Het werd geschreven en getekend door Morris. Het album bestaat uit drie korte verhalen. Het werd in 1949 uitgegeven door Dupuis.

## Verhalen

### Rodeo
Er wordt een rodeo gehouden in Navajo City. Lucky Luke is ook van de partij. De kansen zijn echter niet eerlijk verdeeld. De oersterke Cactus Kid doet ook mee aan de rodeo. Cactus is er berucht om dat hij mensen waar hij kwaad op is de vreselijkste dingen aandoet. Niemand durft zich dus echt in te zetten voor de rodeo, en het lijkt erop dat Cactus Kid ook dit jaar de geldprijs van de rodeo wint. Lucky Luke is niet bang voor Cactus, en zet zich goed in voor de rodeo. Hoewel Cactus goed presteert en Lucky Luke's paard saboteert, wint Lucky uiteindelijk de rodeo. Cactus is woedend en gaat er alsnog met de prijs vandoor. Hij wordt achtervolgd en ingerekend door Lucky Luke. Het geld wordt in Navajo City terugbezorgd en Lucky gaat weer op pad.

### Lucky Luke te Desperado City
In Desperado City wonen tientallen bandieten, waaronder de beruchte Pistol Brothers. De bandieten laten zich door niemand iets in de weg leggen. Wanneer Lucky Luke in Desperado City een aanvaring heeft met de Pistol Brothers, krijgt hij alle bandieten van de stad op zijn dak. Doordat de laffe sheriff niets doet, kan Lucky Luke niet rekenen op hulp van de autoriteiten. Uiteindelijk weet hij, door slim en zelfbewust te handelen, de meeste bandieten uit de stad te verdrijven. Ook ontmaskert hij de grote leider der bandieten, een begrafenisondernemer, die goud geld verdiende door de grote hoeveelheid criminaliteit. De Pistol Brothers en de begrafenisondernemer komen in de gevangenis. Er wordt een nieuwe sheriff gekozen en Lucky Luke kan weer op pad.

### De Goldrush naar Buffalo Creek
Lucky Luke haalt een grap uit met een oude goudzoeker: hij verstopt een klein beetje goud, waardoor de goudzoeker denkt dat het gebied vol met goud zit. Voor Lucky Luke de goudzoeker hierover kan vertellen heeft deze echter al een stuk grond in het gebied geclaimd. Al snel krijgen de andere mensen lucht van het geval en volgt er een massale trek naar het gebied: een goldrush. Er ontstaat een stad in het gebied: Buffalo Creek, in heel korte tijd. Nog steeds probeert Lucky de situatie te redden. Door een misverstand komt Lucky Luke in de gevangenis van Buffalo Creek, waardoor hij niets meer kan doen. De goudzoekers komen er na een tijdje zelf achter dat het gebied waardeloos is, en gaan weer weg. Buffalo Creek wordt een spookstad. Als de stad verlaten is, ontsnapt Lucky Luke uit de gevangenis en gaat hij verder op zijn tocht.